# Tim Mudde

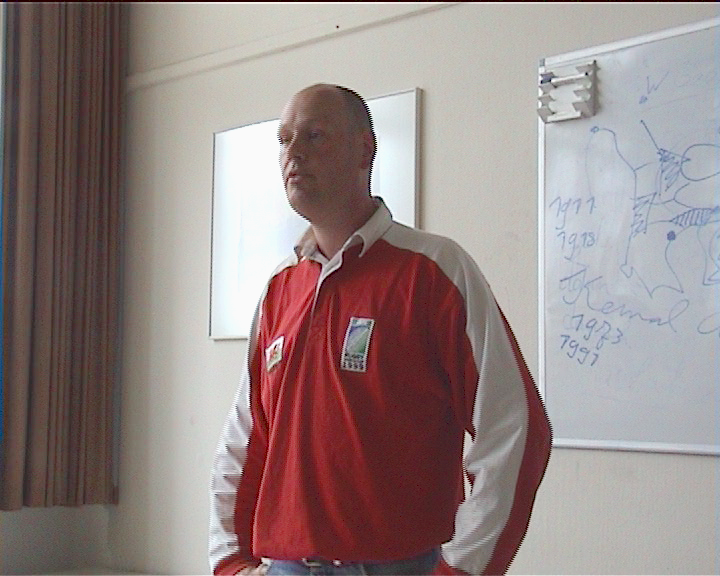
Tim Mudde (2004)

Tim Mudde (* 23. Februar 1965 in Amsterdam) war längere Zeit einer der aktivsten Rechtsextremisten in den Niederlanden. Er war lange Zeit führend in der neofaschistischen Centrumpartij (CP'86) und bei Vorpost Nederland tätig und gründete später die nationalistische Organisation De Nationale Beweging. Mudde war Sänger der Band Brigade M und pflegt schon seit langer Zeit enge Kontakte zu dem Neonazi-Musiknetzwerk Blood and Honour.

## Leben
Tibor Rudolf Mudde, genannt Tim Mudde, wurde am 23. Februar 1965 in Amsterdam geboren. Seit längerer Zeit lebt er in Sassenheim, sein Bruder ist der Politikwissenschaftler und Rechtsextremismusforscher Cas Mudde. Bereits als Jugendlicher wurde Mudde in rechtsextremen Kreisen aktiv und Mitglied der Nederlandse Volks-Unie.
1995 gründete Mudde als Nachfolgeband der Hardcoreband Opel Ka-Death die RAC-Band Brigade M.
Am 20. April 1996, dem Geburtstag Adolf Hitlers, heiratete Mudde seine Freundin Jantje Jacoba (Jaqueline) Broer, die ebenfalls seit 1991 in der CP'86 aktiv gewesen ist.

## Politischer Werdegang
1985 stand er zusammen mit vielen anderen Rechtsextremisten und Neonazikadern auf der Versandliste des Periodikums „De Levensboom“ der Witwe des Sturmbannführers der Waffen-SS Meinoud Rost van Tonningen, Florentine Rost van Tonningen, die sich selbst als „überzeugte Nationalsozialistin“ bezeichnete. Die Hauptaktivitäten Muddes lagen zu dieser Zeit jedoch bei der Jongerenfront Nederland (JFN), einer Neonazi-Organisation unter der Leitung von Stewart Mordaunt. Er war einer der Koordinatoren des JFN und stieg bis zum Schatzmeister auf.
Im Mai 1990 wurden einige JFN-Leiter nach Artikel 140 (Teilnahme an einer kriminellen Vereinigung) verurteilt und Stewart Mordaunt musste die JFN auflösen. Er wechselte in die neofaschistische Centrumspartij 86 (CP'86) und einige ehemalige JFNler, darunter auch Mudde, folgten ihm. Mudde wurde das Mitglied Nr. 199. Die CP'86 konnte mit dem Eintritt der JFNler ihr Aktionspotential wesentlich erhöhen. Die Zahl der Demonstrationen nahm sprunghaft zu und auch Mudde wurde häufig für die Partei aktiv. Im April 1992 wurde Mudde zusammen mit Constant Kusters nach einem tätlichen Übergriff während eines Festivals für Erdbebenopfer in Arnhem verhaftet. 1993 wirkte er an der Organisation eines Nationalistischen Jugendtreffens in Arnhem mit. Dieses wurde unter anderem wegen der Belästigung eines farbigen Mannes beendet. Gleichzeitig nahm Mudde eine steile Karriere in der Partei CP'86. 1991 wurde er Kandidat der Partei bei regionalen Wahlen, konnte jedoch kein Mandat erringen. Danach wurde er als Fraktionsassistent von Mordaunt eingestellt, der in den Rat der Stadt Den Haag gewählt worden war. Im November 1991 wurde er Mitglied des täglichen Fraktionstreffens und zweiter Sekretär der Partei. Im Mai 1992 wurde in die allgemeine Mitgliedersitzung aufgenommen und stieg ein Jahr später bis zum Sekretär der Partei und einer Reihe von Unterorganisationen wie dem wissenschaftlichen Büro auf. Auch managte Mudde die Auslandskontakte seiner Partei und besuchte mehrere ausländische Kongresse. Der bemerkenswerteste Besuch ist der der Pro-Gaddafi-Konferenz in Libyen im Oktober 1994. Mudde war zu dieser Zeit insbesondere durch Das Grüne Buch des libyschen Revolutionsführers inspiriert. Des Weiteren besuchte er mehrere Treffen von Rechtsextremisten in Belgien, in Deutschland, in Österreich und zum Beispiel das Benito-Mussolini-Gedenken in Italien im April 1995. Ab 1991 schrieb er regelmäßig Artikel für das Parteiblatt Centrumnieuws und stieg auch hier schnell zum Chefredakteur (1993) auf. Dadurch wurde Mudde auch mehr und mehr zum Gesicht für seine Partei. Neben seinen repräsentativen Auftritten wurden seine Postadresse und Telefonnummer als Kontaktadresse der Partei genutzt. Er war darüber hinaus ständiger Teilnehmer bei Parteitreffen und Demonstrationen. Auch der Internetauftritt der Partei war auf seinen Namen angemeldet. Neben seiner Arbeit für CP'86 war er auch bei der Organisation Voorpost aktiv, wobei Voorpost-Nederland zu dieser Zeit fast ausschließlich aus CP'86-Mitgliedern bestand.
Außerdem war Mudde in die Anti-Antifagruppe „Onderzoeks – Documentatie – en Informatienetwerk“ (Forschung – Unterlagen – und Informationsnetzwerk) (ODIN) miteinbezogen. ODIN war über seine Adresse und Telefonnummer erreichbar und von Mudde gemachte Fotos tauchten später in den ODIN-Broschüren auf. Wie lange Mudde Verbindung zu ODIN hatte, kann nicht genau angegeben werden.
Seit 1994 steuerte das Tandem Marcel Rüter und Tim Mudde die Partei CP'86 völlig. Der Rest des Vorstandes hatte kein Gewicht mehr. Ohne die Zustimmung von Mudde geschah praktisch nichts mehr, wodurch er in der Partei auch den Spitznamen „Stalin“ trug.
1995 stellte die Partei Demonstrationen in den Mittelpunkt ihres Interesses und ihrer Tätigkeit. Diese wurden stets verboten und einige Teilnehmer verhaftet. Im Februar und März 1996 wurde der Partei CD die Erlaubnis erteilt, Demonstrationen zusammen mit CP'86 in Zwolle und Leerdam abzuhalten. Wegen seiner Äußerungen wurde Mudde im März 1997 zu tausend Gulden Geldstrafe und einer geringen Haftstrafe verurteilt. Am 1995 führt Mudde Diskussionen mit der CD wegen einer eventuellen Vereinigung. Angeblich soll Mudde hauptsächlich am Geld der CD interessiert gewesen sein, um alle unmittelbar drohenden Geldstrafen begleichen zu können. Die Fusionsgedanken wurden hinfällig, als der Parteikongress der CP'86 diese Pläne torpedierte. Auf diesem Kongress wurde das neue Parteiprogramm Het Gele Boekje („Das gelbe Buch“) präsentiert, das Marcel Rüter und Tim Mudde verfasst hatten. Der Titel bezieht sich das auf das schon genannte „Grüne Buch“ von Gaddafi. Als Resultat der abgelehnten Fusionsbestrebungen gab der Vorsitzende sein Amt ab. Auch Mudde legte am 18. Mai 1996 seine Funktion im Vorstand nieder, blieb aber weiter administrativ tätig. Er wurde nun Direktor des Auslandbüros, Berater des Vorstandes und blieb Hauptherausgeber der Parteizeitung.
Im Oktober 1996 wurde die Mitgliedschaft von Martijn Freling nach mehreren Konflikte durch den Parteivorstand aufgehoben. Der Tropfen, der das Fass zum Überlaufen brachte, war ein öffentlich gewordenes Foto, auf dem Freiling den Hitlergruß zeigt. Dieses führte im November 1996 zu einer Spaltung der Partei, in der Freling und Mordaunt den Parteinamen übernahmen. Mudde gehörte zu dem anti-Frelingflügel, aus dem heraus im Februar 1997 die Organisation „Volksnationalisten“ der Niederlande gegründet wurde. Mudde wurde Hauptherausgeber der Parteibroschüre, legte aber schon im April alle seine Parteifunktionen nieder. Seine Energie setzte er ab diesen Moment völlig für Voorpost Nederland ein, in der er seit 1995 aktiv war und bei der ebenfalls rasch Karriere machte. Auch hier war er für Auslandskontakte zuständig, besuchte häufig Treffen in Belgien und zusammen mit Rüter 1996 die Sommeruniversität der französischen neurechten Organisation GRECE. Ab Herbst nahmen übernahmen Rüter und Mudde den Voorpost Nederland. Rüter wurde Vorsitzender und Mudde Aktionsleiter.
Mit der Übernahme des Voorpost Nederland änderte sich der Charakter der Organisation der CP'86 deutlich. Stand sie zuvor in erster Linie für eine „Groß-Niederlande“, so bekam sie nun eine zunehmend intellektuelle Ausrichtung. Einerseits sollte damit versucht werden, die Ultrarechte in den Niederlanden zu intellektualisieren, andererseits erhoffte man sich ein stärkeres Gewicht der extremen Rechten in den intellektuellen Debatte in den Niederlanden. Diese Methode hatte unter dem Namen „Neue Rechte“ einigen Erfolg in Frankreich und Deutschland. Mudde wurde ein zentraler Vertreter dieser Idee. 2001 verließ Mudde Voorpost und gründete die nationalistische Organisation De Nationale Beweging (NB).

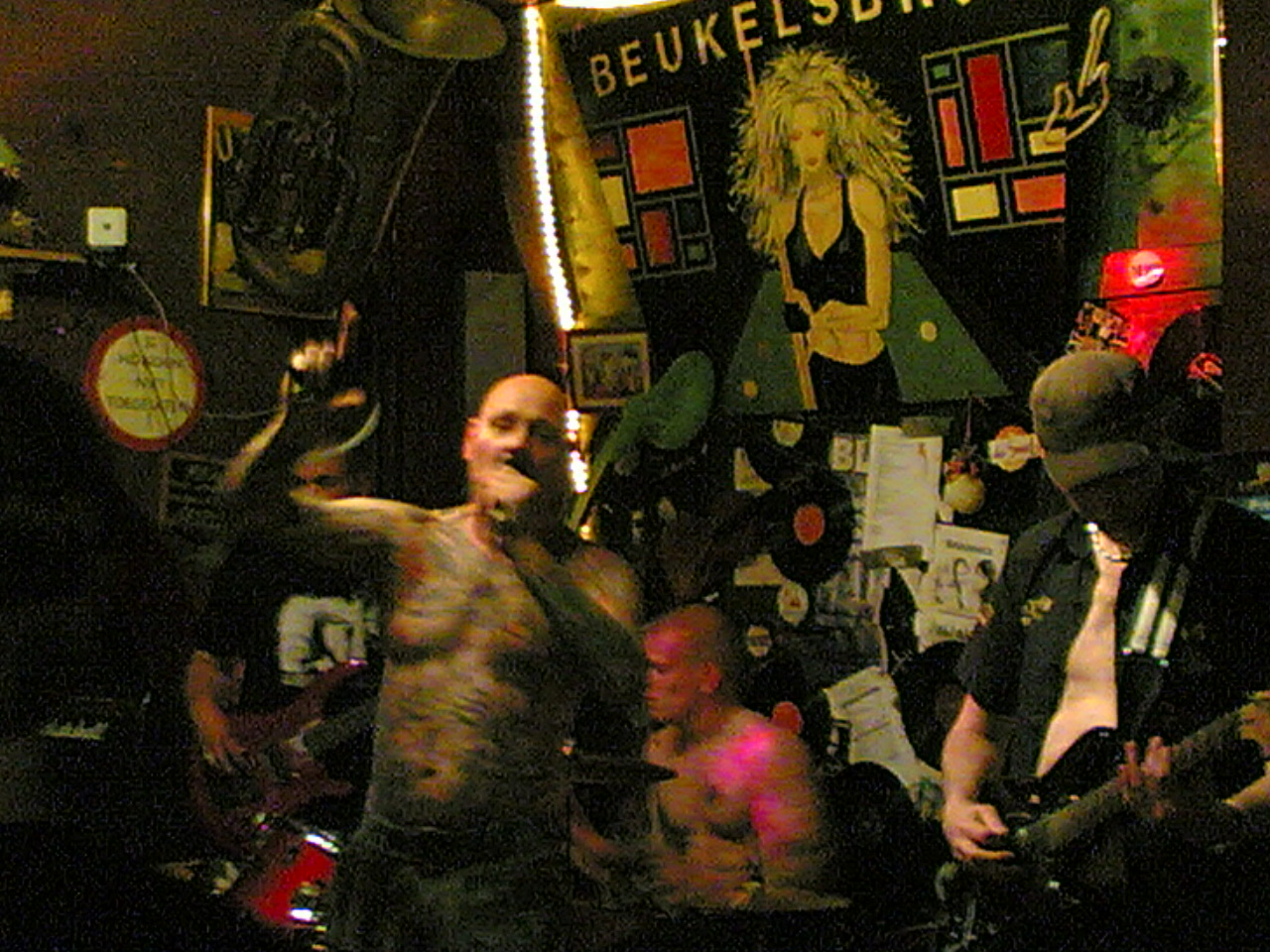
Brigade M (2009)

Seit spätestens 1994 trat Mudde mehrfach auf verschiedenen NPD- und JN-Veranstaltungen in Deutschland auf (z. B. 1994, 1995, 1996, 2002). Mudde war auch an dem von Nazis besetzten Haus „De Kazerne“ in Eindhoven beteiligt, in dem 2001 bis 2003 zahlreiche politische Veranstaltungen und RAC-Konzerte stattfanden, u. a. Brigade M, die ehemaligen RAC-Band von Mudde. Nach einem großangelegten „Rock gegen ZOG“-Konzert gab es so starken politischen Druck auf die Bewohner und Nutzer, dass sie „De Kazerne“ verlassen mussten. Im Oktober 2004 hielt er eine Rede für die ehemalige niederländische Nazi-Partei Nationale Alliantie (NA) über die Anti-Antifa. Die NA war bekannt für ihre antisemitische Ideologie, für die Leugnung des Holocausts und ihre Hitler-Bewunderung.
Sich selbst bezeichnete Mudde mittlerweile als „Volksnationalist“ und „Nationalanarchist“.
Mudde hat die Politik hinter sich gelassen und einen (seitdem eingestellte) Rugby-Club gegründet.

## Verurteilungen
Im Zuge einiger Aktivitäten der JFN wurde Mudde mehrfach verhaftet, beispielsweise im Mai 1986 in Arnheim, und zu einer Geldstrafe und vier Wochen Gefängnis verurteilt.
Im September 1993 wurde er durch die Polizei im Rahmen von Ermittlungen gegen die Centrumpartij gesucht. Am 21. März 1994 wurde er zusammen mit vier weiteren führenden Parteimitgliedern wegen Verstoßes gegen das Anti-Diskriminierungsgesetz und Beteiligung an einer kriminellen Organisation nach Artikel 140 zu 2500 Gulden Strafe und einem Monat Gefängnisstrafe oder weiteren 2.500 Gulden verurteilt. Das Urteil wurde im Dezember durch das Gericht in Amsterdam und im September 1997 durch das Höchste Gericht bestätigt.
Während einer Hausdurchsuchung im Mai 1995 stellte die Polizei nationalsozialistisches Propagandamaterial der NSDAP-Aufbauorganisation, Aktionsfront Nationaler Sozialisten, JFN, Nederlandse Volks-Unie, CP'86 und ein Exemplar des Skinhead-Magazins Hou Kontakt sicher.
1999 wurde er in Leiden festgenommen, weil er gegen Friedensnobelpreisträger Nelson Mandela protestierte, als dieser die Universität besichtigte.